# Semaforo intelligente

Semaforo intelligente, (sensori in blu)

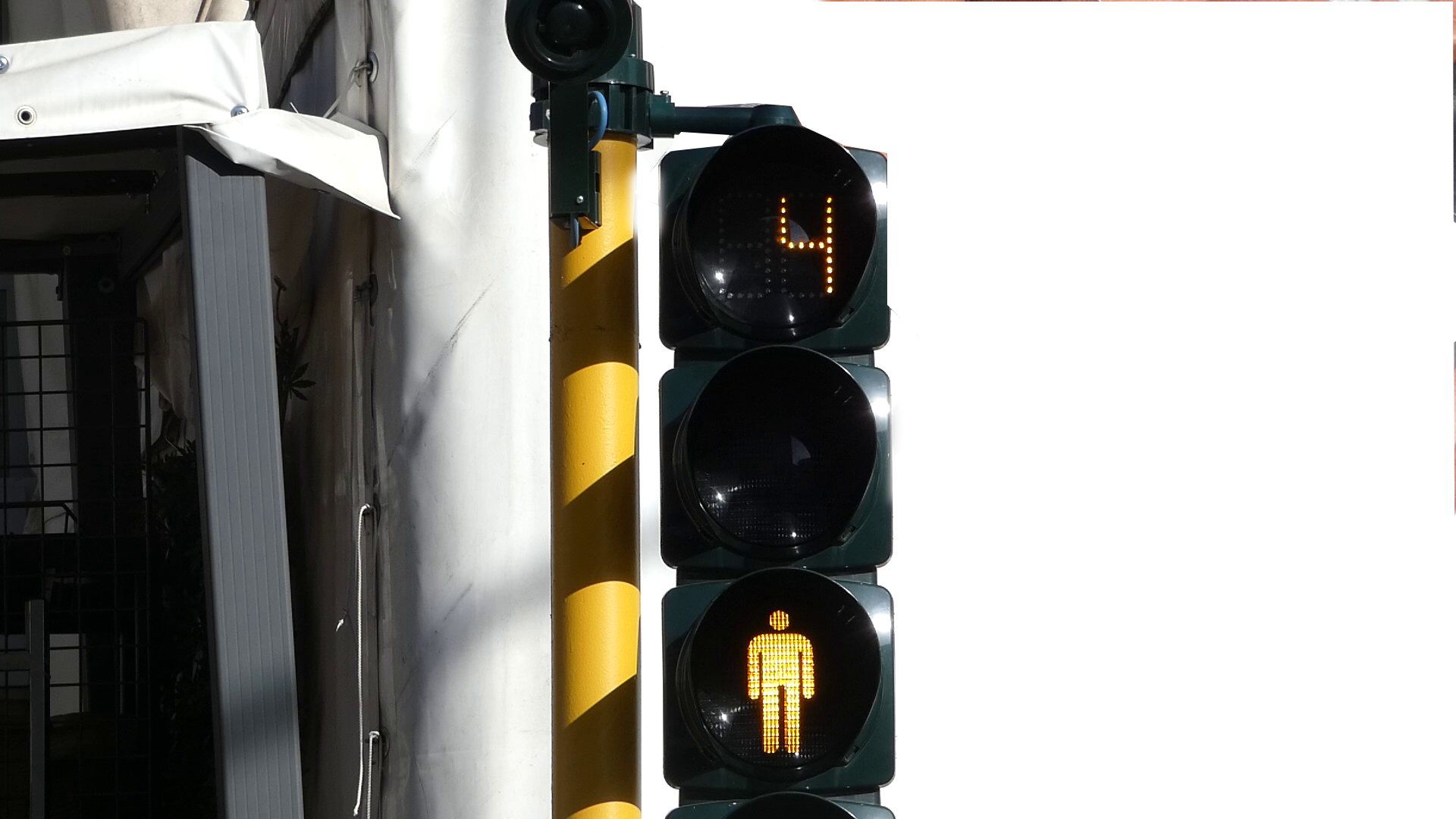
Un semaforo pedonale con timer a Grottaglie.

Il semaforo intelligente è un particolare tipo di semaforo il cui scopo è di mantenere più alto il tempo di ciclo sulle arterie principali per favorire la rapidità e la redditività e trova maggiore applicazione su incroci di strade a diversa importanza e flusso. Viene spesso confuso con il semaforo dissuasore, anch'esso definito "intelligente" che ha tutt'altra funzione (serve infatti a limitare la velocità elevando contravvenzioni automatiche).

## Funzionamento
Attraverso uno o più sensori posti sulla via di transito, il semaforo riesce a percepire la presenza di veicoli e a quantificarli in modo approssimativo. Questo permette d'avere degli scambi più oculati e dosati, infatti quando non si hanno più veicoli che transitano sulla corsia A, il semaforo può dare direttamente il verde alla corsia successiva B, senza attendere che esaurisca il tempo massimo previsto di A. Inoltre nel caso una strada sia priva di vetture, passa automaticamente alla strada successiva, in modo da risparmiare tempo e migliorare la viabilità. Questa dinamica di funzionamento può anche permettere di evitare la disattivazione del semaforo in caso di scarso traffico (per esempio di notte), in quanto al primo veicolo che giunge all'intersezione, può essere data luce verde senza inutili attese.

## Rilevamento veicolare
Questo lavoro è reso possibile dai sensori, dispositivi che permettono al semaforo di rilevare e quantificare il traffico stradale. Esistono diverse tipologie di sensori atti al rilevamento veicolare, ecco alcuni esempi:

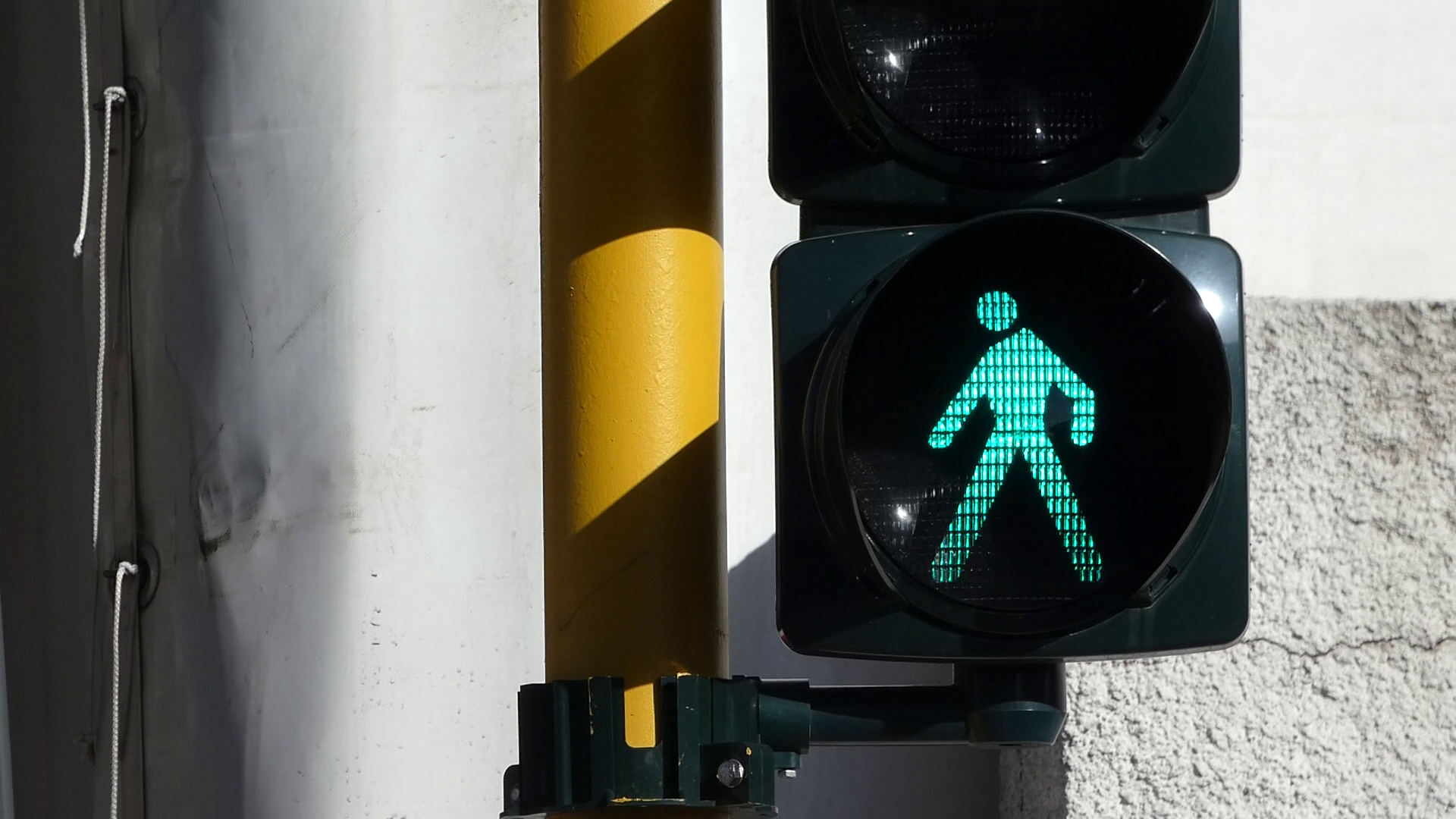
Un semaforo a Grottaglie.

- Sensori magnetici: una spira di filo elettrico annegata nell'asfalto nella quale scorre una debole corrente permette di rilevare la presenza di metallo (veicolo) sopra di essa.
- Sensori ottici: tipicamente una telecamera o sensore ad infrarosso che rileva la presenza di veicoli.
- Sensori a ultrasuoni: dispositivi capaci di rilevare veicoli mediante l'invio / ricezione di ultrasuoni.

Questi sensori sono collegati con la centralina semaforica, cui trasmettono le informazioni raccolte via cavo o via radio. I dati ricevuti in questo modo, oltre ad essere utili per una auto-regolazione del ciclo semaforico, possono essere raccolti per creare statistiche sul traffico.